# ژنرال سپاه

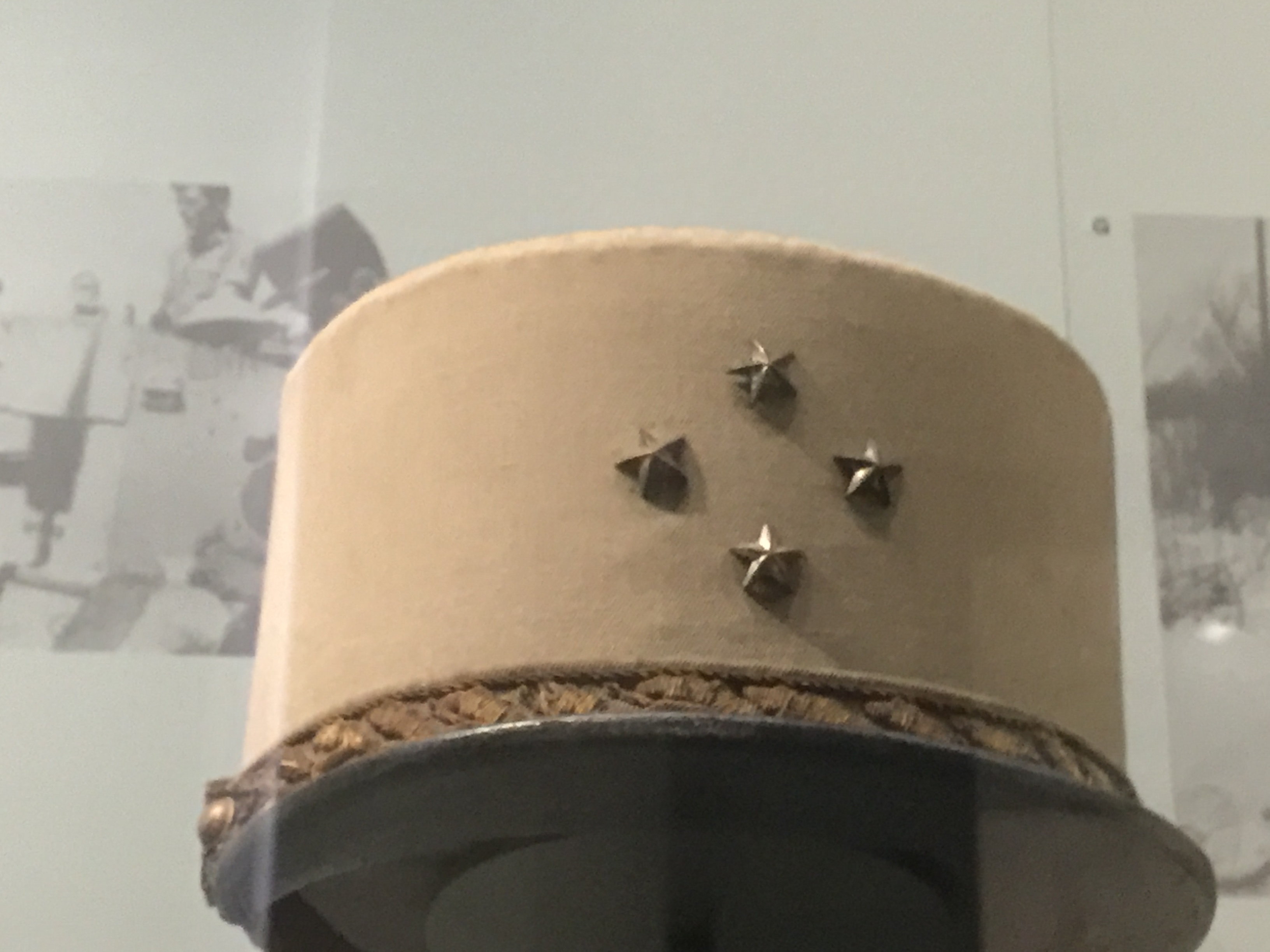
ژنرال سپاه

ژنرال سپاه (انگلیسی: Corps general) یک درجه ارشد در شماری از ارتش‌های جهان، همچون ارتش فرانسه و ایتالیا است. این درجه معادل درجه سپهبدی در سایر ارتش‌های کشورهای دیگر می‌باشد.